# Andreas Eskilsson
Andreas Eskilsson (i riksdagen kallad Eskilsson i Norje), född 27 mars 1815 i Ysane församling, Blekinge län, död där 18 juli 1903, var en svensk politiker. Han företrädde bondeståndet i Listers härad vid ståndsriksdagen 1865–1866.